# Mistrz Korneliusz
Mistrz Korneliusz (oryg. fr. Maître Cornélius) – opowiadanie Honoriusza Balzaka opublikowane po raz pierwszy w 1831 w dzienniku Revue de Paris, a w roku następnym w tomie Nowe opowiastki filozoficzne razem z utworami Pani Firmiani, Czerwona oberża i Ludwik Lambert. Ostatecznie weszło w skład Studiów filozoficznych cyklu Komedia ludzka.

## Treść
Maria de Saint-Vallier, nieślubna córka Ludwika XI, zostaje wydana za mąż za o wiele starszego od siebie mężczyznę, z którym jest nieszczęśliwa. Tymczasem zakochany w niej Georges d’Estouteville aranżuje tajemne spotkania w kościele. By móc widzieć ukochaną jeszcze częściej, najmuje się jako pomocnik królewskiego złotnika, Korneliusza Hoogworsta, zamieszkującego w samotności dom sąsiadujący z pałacem Saint-Vallier. Mistrz Korneliusz, człowiek ponury i tajemniczy, doprowadził już wcześniej do skazania na śmierć kilku swoich pomocników, których oskarżał o kradzieże złota ze swojego warsztatu. Wszyscy zostali powieszeni, choć zapewniali o swojej niewinności. D’Estouteville, mogąc przechodzić z jednego domu do drugiego, nie boi się jednak starego uczonego. Następnego dnia młodzieniec zostaje oskarżony o kradzież, której nie popełnił, a przed egzekucją zostaje uratowany jedynie dzięki interwencji swojej kochanki. Okazuje się, że Korneliusz był lunatykiem i sam w czasie nocnych spacerów przenosił złoto, o którego kradzież następnie oskarżał pomocników. Gdy sprawa dochodzi do Ludwika XI, złotnik popełnia samobójstwo.

## Cechy utworu
W opowiadaniu Mistrz Korneliusz wyraźny jest wpływ kilku różnych romantycznych konwencji pisarskich, od romantycznej frenezji obecnej we Francji w twórczości Charlesa Nodiera i młodego Wiktora Hugo po powieść historyczną w stylu Waltera Scotta. W utworze panuje atmosfera zagadkowości, związana z fascynacją Balzaka mistyką i zjawiskami nadprzyrodzonymi, do których zalicza również lunatyzm tytułowego bohatera. Potęguje ją wprowadzenie jako elementów miejsca akcji gotyckiej katedry w Tours, przedstawionej jako miejsce egzotyczne i wymykające się regułom logiki (podobny obraz paryskiej katedry Notre Dame Balzak ukazywał w opowiadaniu Wygnańcy, a częściowo także w powieści Krzywe zwierciadło historii współczesnej). Równocześnie tytułowy Korneliusz przypominał późniejsze postacie zupełnie realistycznych balzakowskich skąpców – np. tytułowego bohatera powieści Gobseck.